# اتینگن
شهر اتینگن (به آلمانی: Oettingen) در ایالت بایرن در کشور آلمان واقع شده است.